# Кобылина (Свердловская область)
Кобылина — упразднённая в мае 1962 года деревня. Располагалось на территории современного муниципального образования «Каменский городской округ» Свердловской области.

## География
Располагалась по берегам реки Исток к северу от села Троицкое в полутора километрах на север от озера Карасье. В 5 километрах на юг от села Маминского.

## История
15 июня 1942 года Указом Президиума Верховного Совета РСФСР Покровский район из состава Челябинской области включен в состав Свердловской области, при этом деревня Кобылина находилась в составе района.
Решением облисполкома № 378 от 14 мая 1962 года деревня исключена из учётных данных, территория объединена с селом Троицким.

## Население
- По данным 1904 года — 79 дворов с населением 481 человек (мужчин — 245, женщин — 236), все русские[3].